# Che vita meravigliosa (singolo)
Che vita meravigliosa è un singolo del cantautore italiano Diodato, pubblicato il 29 novembre 2019 come terzo estratto dall'album omonimo.

## Descrizione
Il brano fa parte della colonna sonora del film italiano La dea fortuna, diretto da Ferzan Özpetek. Grazie a ciò, nel 2020 ha vinto il David di Donatello per la migliore canzone originale e il Nastro d'argento alla migliore canzone originale.

## Video musicale
Il video, diretto da Daniele Pini, è stato reso disponibile il 6 gennaio 2020 attraverso il canale YouTube del cantautore.

## Tracce
1. Che vita meravigliosa – 3:32

## Classifiche
| Classifica (2020) | Posizione massima |
| ----------------- | ----------------- |
| Italia            | 51                |